# Balestra gigante

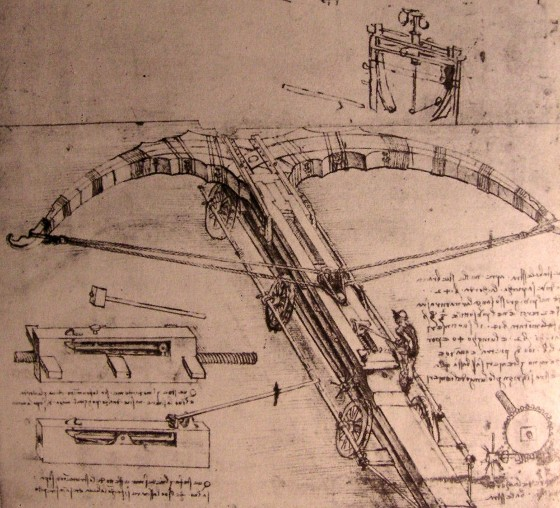
Il disegno originale della balestra gigante (Codice Atlantico, f. 149a)

La balestra di Leonardo o balestra gigante è un'arma da lancio progettata da Leonardo da Vinci, i cui disegni si trovano nel Codice Atlantico. Mai realizzata dal genio universale, ne sono stati costruiti in epoca contemporanea vari modelli di studio nei musei dedicati a Leonardo.

## Descrizione

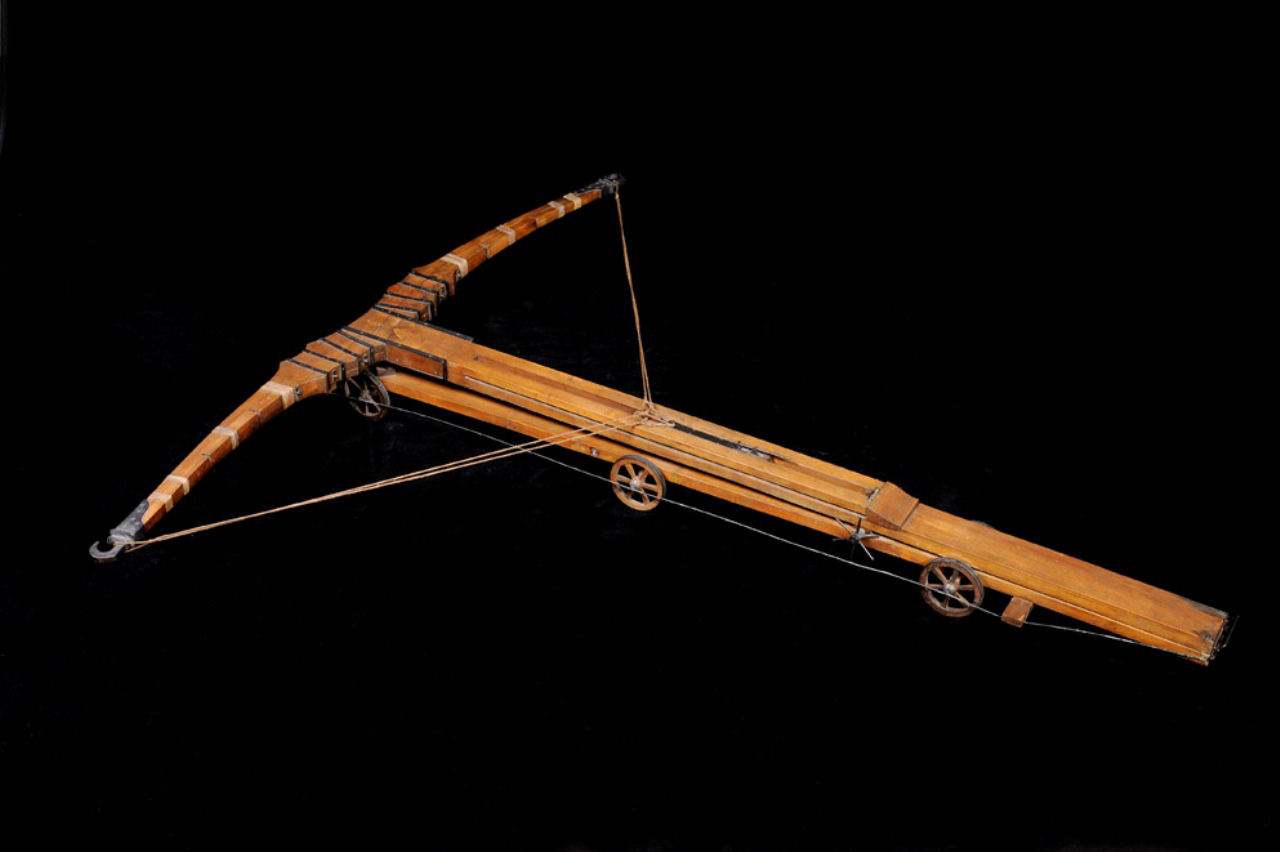
Modello in scala della balestra gigante ricavato dai disegni di Leonardo, presso la Galleria Leonardo da Vinci del Museo nazionale della scienza e della tecnologia Leonardo da Vinci di Milano.

L'idea originale di Leonardo, come descritto nei disegni del Codice Atlantico (1488-1489), è quella di costruire una balestra gigante in modo da aumentare la gittata del dardo, creando panico e spavento fra i nemici.
Le braccia della balestra, per un'apertura totale di 24 metri, dovevano essere realizzate a sezioni lamellari, per aumentare flessibilità e potenza. Sei ruote ne assicurano il movimento. La corda di tiro poteva essere arretrata con un sistema meccanico e veniva fatta successivamente scattare per percussioni o mediante leva.

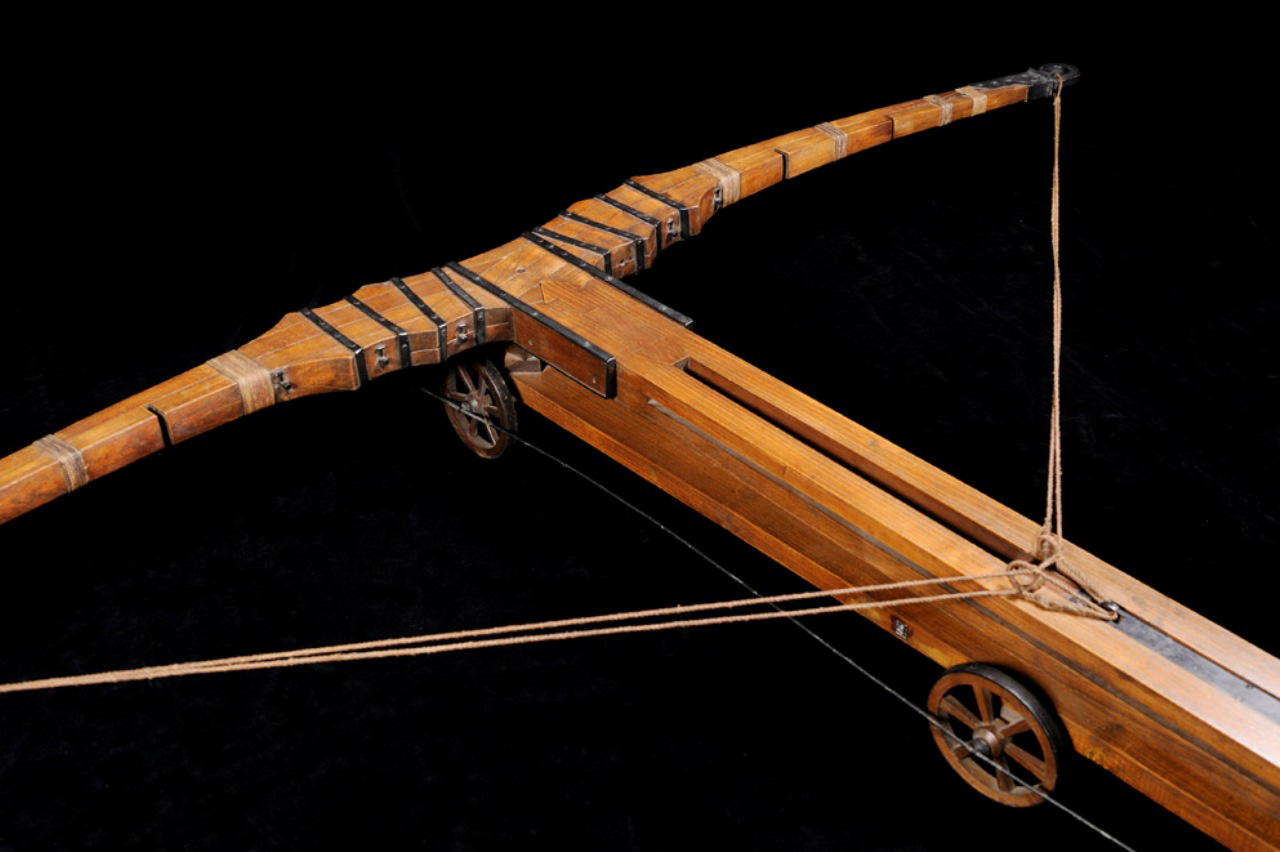
Dettaglio del modello al Museo nazionale della scienza e della tecnologia Leonardo da Vinci di Milano
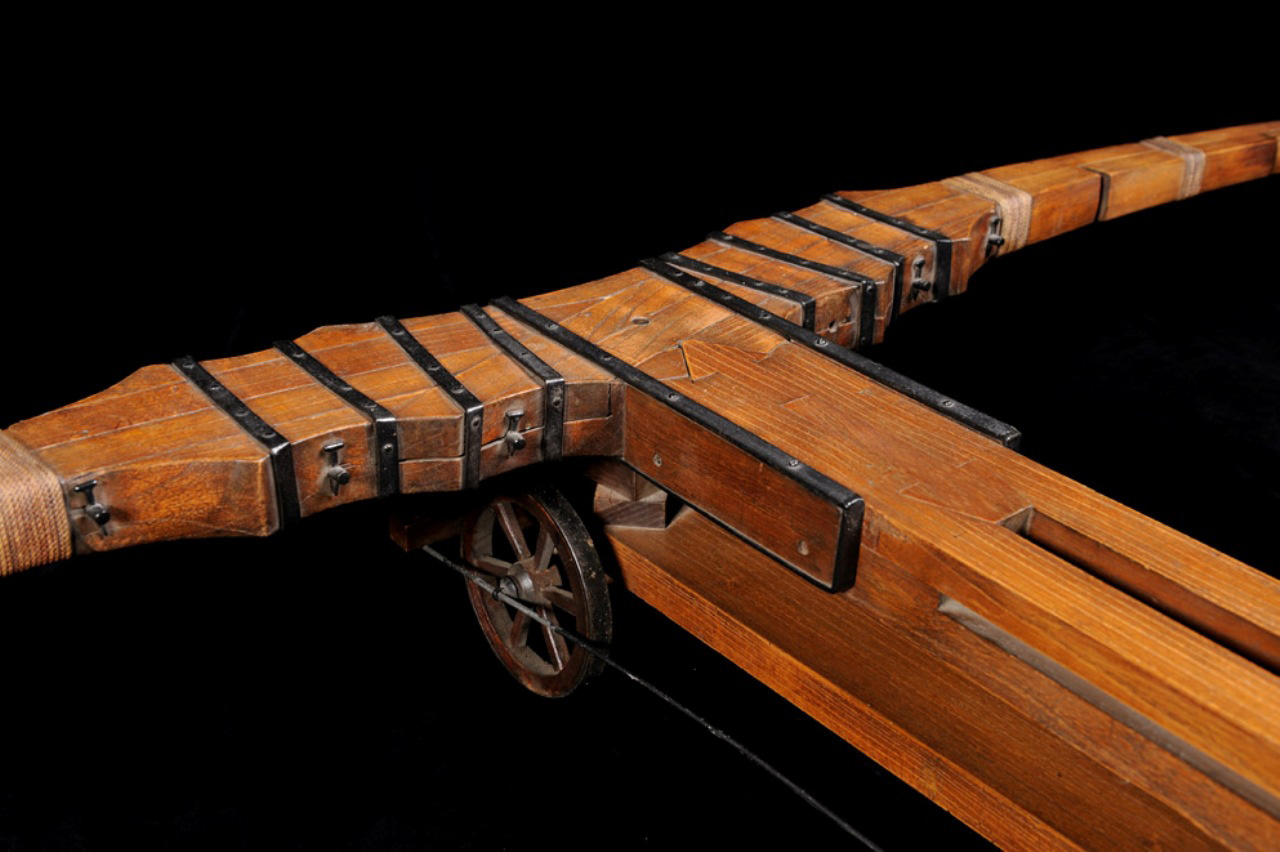
Dettaglio del modello al Museo nazionale della scienza e della tecnologia Leonardo da Vinci di Milano
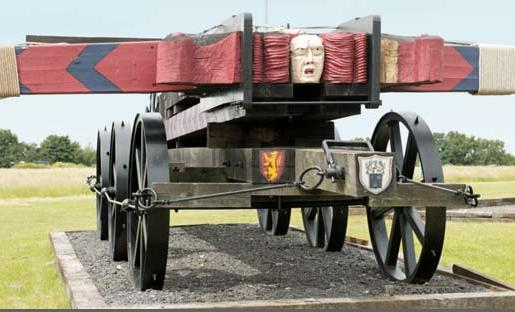
Ricostruzione in scala 1:1 esposta alle Stratford Armouries, Stratford-upon-Avon, Gran Bretagna